# پیتر اراسموس کریستین کالوند

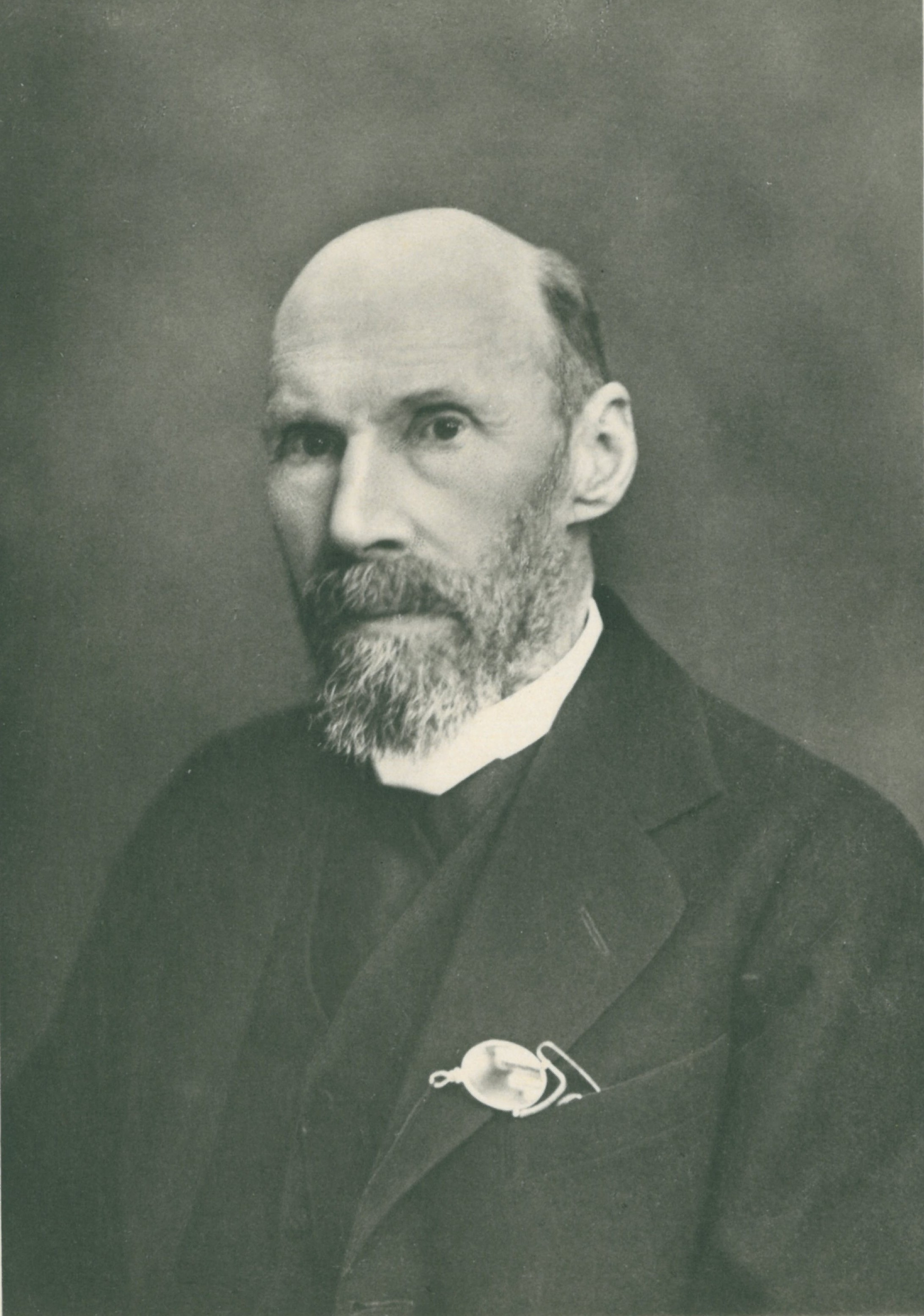
کریستیان کالوند

پیتر اراسموس کریستین کالوند (۱۹ اوت ۱۸۴۴ – ۴ ژوئیه ۱۹۱۹؛ همچنین با املای کریستین یا کالوند) یک فیلولوژیست دانمارکی بود که در مطالعات اسکاندیناوی تخصص داشت.

## زندگی‌نامه
کریستین کالوند در سولستد در لولند دانمارک به دنیا آمد. او در سال ۱۸۶۳ به عنوان دانشجوی آکادمی نظامی مشغول تحصیل شد، سپس به دانشگاه کپنهاگ رفت. ماگ در فیلولوژی جدید و دانمارکی در سال ۱۸۶۹ و دکترای فلسفی او در سال ۱۸۷۹ به تحصیلش ادامه داد، بین سال‌های ۱۸۷۲ تا ۱۸۷۴، او یک سفر علمی به ایسلند داشت تا توپوگرافی و فرهنگ این کشور را مطالعه کند. او متعاقباً شرحی تاریخی-توپوگرافیکی از ایسلند را در دو جلد نوشت (۱۸۷۷–۱۸۸۲). او در سال ۱۸۸۳ به عنوان کتابدار اصلی مجموعه نسخه‌های خطی ایسلندی ارنی مگنوسون منصوب شد. در سال ۱۹۰۷ کالوند نشان دانبروگ را دریافت کرد. او در سال ۱۹۱۹ در فردریکسبرگ درگذشت.